# رومان سخنو
رومان سخنو (بالأوكرانية: Сахно Роман Олександрович)‏ هو لاعب كرة قدم أوكراني في مركز الوسط، ولد في 21 مايو 1990 في دنيبرو في أوكرانيا. لعب مع FC Dnipro-75 Dnipropetrovsk ‏.

## وصلات خارجية
- رومان سخنو على موقع قاعدة بيانات كرة القدم.إي يو (الإنجليزية)